# Dissen am Teutoburger Wald

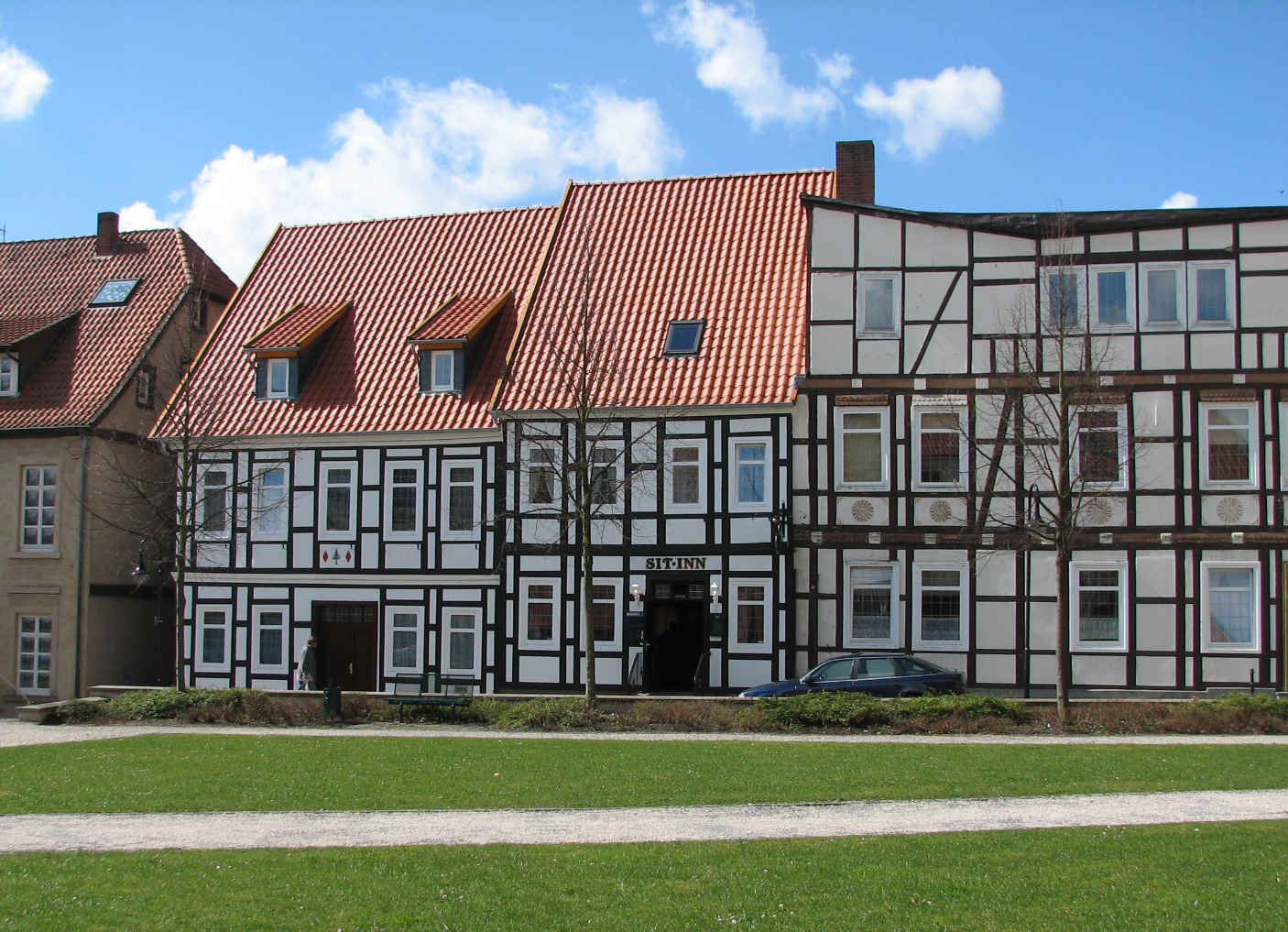
Historische Fachwerkhäuser

Dissen am Teutoburger Wald ist eine Kleinstadt im südniedersächsischen Landkreis Osnabrück.

## Geografie

### Lage
Dissen liegt am Südhang des Teutoburger Waldes am Übergang zu Ostwestfalen. Die höchste Erhebung ist der Hankenüll (307 m ü. NHN) an der nordöstlichen Stadtgrenze. Von Osten nach Westen erstreckt sich das Stadtgebiet etwa 8 km, von Norden nach Süden etwa 10 km. Die Flächennutzung setzt sich wie folgt zusammen: 35 % landwirtschaftliche Nutzung, 41 % Waldfläche, 16 % Gebäude- und Hofflächen und 8 % Verkehrs- und andere Flächen.

### Stadtgliederung
1. Aschen
2. Dissen
3. Erpen
4. Nolle

### Nachbargemeinden
| Hilter          |                                             | Melle                   |
|                 | Kompassrose, die auf Nachbargemeinden zeigt |                         |
| Bad Rothenfelde |                                             | Borgholzhausen Versmold |

## Geschichte
Dissen wurde im Jahr 822 erstmals urkundlich erwähnt, als Ludwig der Fromme den Meierhof in Dissen an den Bischof von Osnabrück abtrat. Die Jahreszahl 822 beruht allerdings auf einer Rekonstruktion des 18. Jahrhunderts auf der Basis insoweit nicht aussagekräftiger Urkunden. Seit wann der Ort besteht, ist nicht bekannt.
Eine dreiklassige Bürgerschule wurde im Jahr 1857 ins Leben gerufen. Im April 1832 zerstörte ein Großbrand 32 Gebäude, 200 Menschen verloren ihr Dach über dem Kopf. Am 8. November 1951 erhielt Dissen die Stadtrechte. Der Name „Dissen am Teutoburger Wald“ wurde mit Wirkung vom 1. Januar 1976 vom niedersächsischen Innenministerium amtlich angeordnet. Seit dem 1. März 2005 hat Dissen einen hauptamtlichen Bürgermeister. Die Bürgermeisterwahl vom 26. Mai 2019 wurde für ungültig erklärt. Der allgemeine Vertreter des Bürgermeisters war Ulrich Strakeljahn, er übernahm bis zur Neuwahl die Amtsgeschäfte. Seine Stellvertreter waren Meike Krüger (CDU) und Derk van Berkum (SPD).

### Herkunft des Ortsnamens
Alte Bezeichnungen des Ortes sind 1217, 1284, 1325 (de) Disnse, 1223, 1282, 1402, 1412, 1442, 1456/58, 1463, 1556, (nach 1605) (de) Dissen, 1225 (in) Dyssene, (ca. 1240) Dissene, 1246 (de) Dissenen, 1271 (de) Dissine, 1279 (in) Dhissene, 1402 Dyssen, 1412 Dyssen, 16. Jahrhundert Dyssen und 1565 Dissenn. Vielleicht ist der Ortsname aus dem niederdeutschen diesig in einer Form Disina „nebliges, diesiges Gebiet“ abgeleitet, vielleicht ist er bezogen auf das Moorgebiet am Dissener Bach. Vielleicht stammt er von Desina zu nordgermanisch altnordisch für  „Heuhaufen, ëschober“, norwegisch desja „kleiner Haufen“, das auch in das Englische entlehnt wurde. Dann etwa Hügelort.

### Eingemeindungen
Im Zuge der Gebietsreform in Niedersachsen, die am 1. April 1974 stattfand, gab es einen Gebietsaustausch zwischen der Stadt Dissen und der Nachbargemeinde Bad Rothenfelde, bei dem Dissen etwas mehr als 100 Einwohner hinzugewann, aber auch fast 600 Einwohner abtrat.

### Einwohnerentwicklung
| Jahr | Einwohner | Quelle |
| ---- | --------- | ------ |
| 1885 | 1536      | [ 9 ]  |
| 1910 | 2016      | [ 10 ] |
| 1925 | 2182      | [ 9 ]  |
| 1933 | 2515      | [ 9 ]  |
| 1939 | 2617      | [ 9 ]  |
| 1950 | 4340      | [ 11 ] |
| 1956 | 4353      | [ 11 ] |
| 1961 | 06962 ¹   | [ 7 ]  |
| 1970 | 07433 ²   | [ 7 ]  |
| 1973 | 7976      | [ 12 ] |

| Jahr | Einwohner  | Quelle |
| ---- | ---------- | ------ |
| 1975 | 7754 ³     | [ 13 ] |
| 1980 | 8001 ³     | [ 13 ] |
| 1985 | 8108 ³     | [ 13 ] |
| 1990 | 8401 ³     | [ 13 ] |
| 1995 | 9010 ³     | [ 13 ] |
| 2000 | 9222 ³     | [ 13 ] |
| 2005 | 9322 ³     | [ 13 ] |
| 2010 | 9271 ³     | [ 13 ] |
| 2015 | 9390 ³     | [ 13 ] |
| 2020 | 10.242 ³ 0 | [ 13 ] |

Bevölkerungsentwicklung in Dissen seit 1987

¹ Volkszählungsergebnis vom 6. Juni in den Grenzen ab 1974

² Volkszählungsergebnis vom 27. Mai in den Grenzen ab 1974

³ jeweils zum 31. Dezember

## Politik

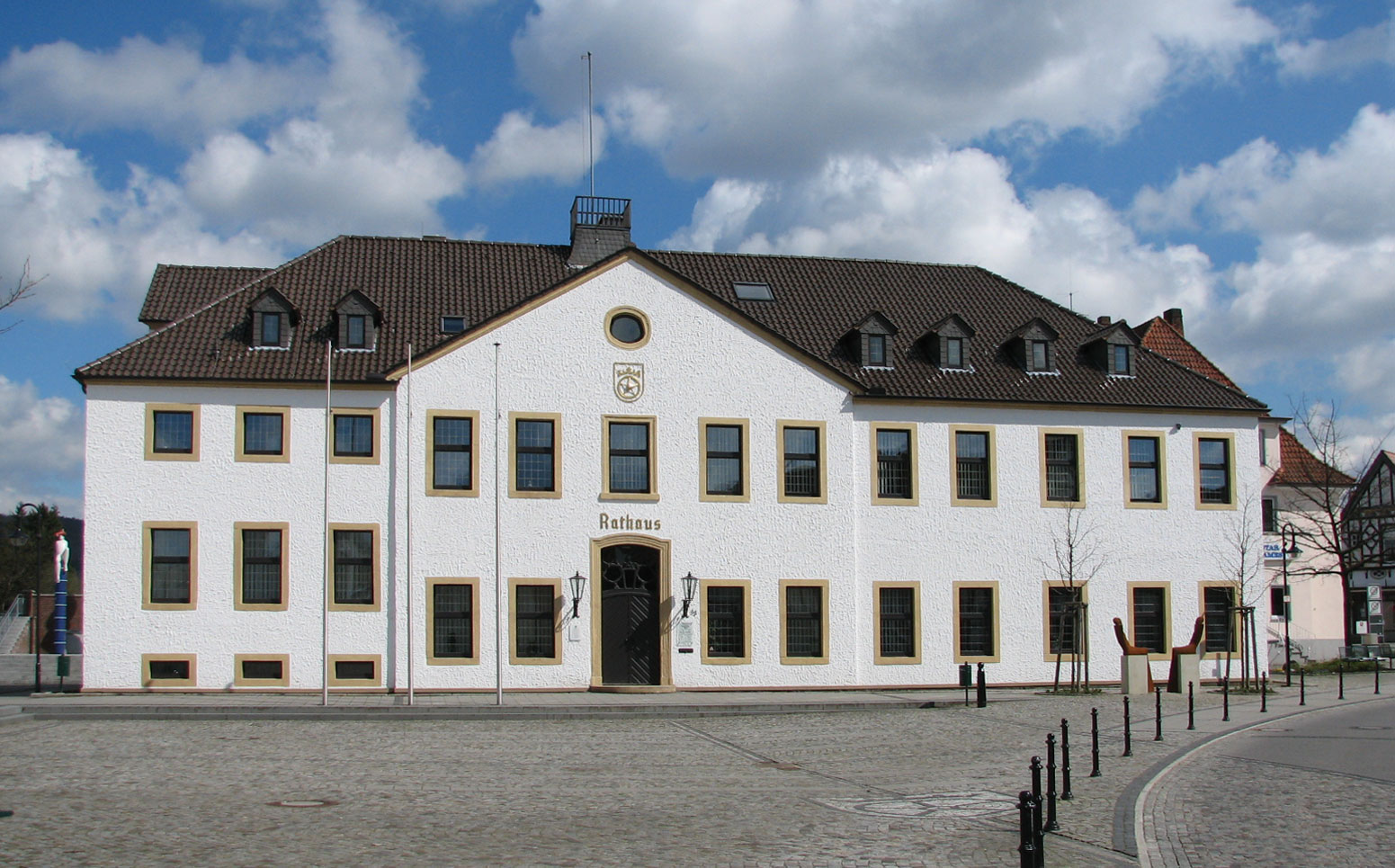
Rathaus

### Stadtrat
Der Stadtrat setzt sich aus 22 Ratsmitgliedern zusammen. Dies ist üblicherweise die festgelegte Anzahl für eine Gemeinde mit einer Einwohnerzahl zwischen 8.001 und 9.000 Einwohnern. Nach niedersächsischer Kommunalverfassung wären 26 Mitglieder aufgrund der Einwohnerzahl vorgesehen, auf Beschluss des Rates wurde die Anzahl jedoch um 4 verringert. Die Ratsmitglieder werden durch eine Kommunalwahl für jeweils fünf Jahre gewählt. Die aktuelle Amtszeit begann am 1. November 2021 und endet am 31. Oktober 2026. Der Vorsitzende ist Marc Detert (CDU)
Stimm- und sitzberechtigt im Stadtrat ist außerdem der hauptamtliche Bürgermeister.
Die folgende Tabelle zeigt die Kommunalwahlergebnisse seit 1996:
| 2021–2026 | 32,27 | 7  | 21,97 | 5  | 18,86 | 4 | 15,24 | 3 | 11,67 | 3 | n. k. | – | 100 | 22 | 46,35 |
| 2016–2021 | 45,3  | 10 | 25,7  | 5  | n. k. | – | 21,3  | 5 | 7,7   | 2 | –     | – | 100 | 22 | 49,6  |
| 2011–2016 | 40,9  | 9  | 39,4  | 9  | n. k. | – | 9,5   | 2 | 7,2   | 1 | 3,0   | 1 | 100 | 22 | 50,1  |
| 2006–2011 | 45,9  | 10 | 40,1  | 9  | n. k. | – | 5,1   | 1 | 4,1   | 1 | 4,8   | 1 | 100 | 22 | 48,7  |
| 2001–2006 | 45,3  | 12 | 42,6  | 11 | n. k. | – | 6,1   | 2 | 2,4   | 0 | 3,6   | 0 | 100 | 25 | 58,6  |
| 1996–2001 | 37,9  | 9  | 46,2  | 11 | n. k. | – | 7,5   | 1 | 2,8   | 1 | 5,6   | 1 | 100 | 23 | 64,5  |
| Prozentanteile gerundet. Bei unterschiedlichen Angaben in den genannten Quellen wurden die Daten des Landesbetrieb für Statistik und Kommunikationstechnologie verwendet, da diese eine insgesamt höhere Plausibilität aufweisen. |       |    |       |    |       |   |       |   |       |   |       |   |     |    |       |

### Bürgermeister
Seit dem 23. Februar 2020 ist Eugen Görlitz (parteilos) wieder Bürgermeister der Stadt Dissen. Seine Stellvertreter sind Meike Krüger (CDU) und Heinz-Günter Stolle (SPD).
Chronik der Bürgermeister
- Eugen Görlitz: Februar 2020–Dato
- Ulrich Strakeljahn (geschäftsführend): Dezember 2019–Februar 2020
- Eugen Görlitz: November/Dezember 2019
- Hartmut Nümann: 2011–2019
- Georg Majerski: 2005–2011
- Louis-Ferdinand Schwarz: 1979–1991

### Wappen
| Wappen von Dissen am Teutoburger Wald | Blasonierung: „In Grün unter einer goldenen Blattkrone ein fünfspeichiges goldenes Rad.“ |
| Wappen von Dissen am Teutoburger Wald | Wappenbegründung: Klemens Stadler schreibt hierzu in seinem Buch: „Der 1951 Stadt gewordene Flecken zeigte schon im älteren Hoheitszeichen Krone und Rad, darunter zwei schräg gekreuzte Palmzweige, wie Wiedergaben an der Kirchenorgel aus dem 18. Jahrhundert und am Rathaus sowie die früheren Siegel beweisen. Das Rad deutet auf die Landesherrschaft der Bischöfe von Osnabrück hin. Krone und Zweige sind Dekorationen, die in der barocken Heraldik und Sphragistik nicht selten sind. In der Neufassung des Wappens, die 1968 der Regierungspräsident in Osnabrück genehmigte, hat man das Osnabrücker Rad auf fünf Speichen gemindert, wie es in den alten Siegeln der Meier und Richter geschah, und die Zweige als Beiwerk weggelassen. Die Feldfarbe Grün soll das bäuerliche Umland und den Zusatz zum Stadtnamen versinnbildlichen.“ |

### Flagge
Die Stadtfahne trägt mittig das Stadtwappen und ihre Farben sind rot, weiß und rot.

### Städtepartnerschaften
- Dissen-Striesow, Landkreis Spree-Neiße, Brandenburg
- Gudensberg, Schwalm-Eder-Kreis, Hessen
- Thum, Erzgebirgskreis, Sachsen

## Kultur und Sehenswürdigkeiten

### Bauwerke
- Fernmeldeturm Dissen (mit Aussichtsplattform)
- Frommenhof[23]
- St. Mauritius (Dissen) (13. Jahrhundert)

### Museen
Früher gab es an der Gräfenwiese in Dissen das Dampf- und Nutzfahrzeug-Museum, auch Veteranen-Fahrzeug-Hof genannt, betrieben von Peter Borstel. Die Automobil- und Motorrad-Chronik berichtete im August 1978 über die Eröffnung. Für 1982 sind 28 fahrbereite Dampf- und Nutzfahrzeuge überliefert. Außerdem waren 150 Nutzfahrzeug-Modellautos sowie mit einem Bugatti Type 44 und einem Horch 850 auch zwei  Personenkraftwagen ausgestellt. 1994 hatte es noch geöffnet. Im Oldtimer-Adressen-Lexikon von 1997 ist es noch aufgeführt, in einem Bericht von 1999 über 14 Fahrzeugmuseen der Region ist es dagegen nicht mehr enthalten. Irgendwann vor Dezember 2000 wurde das Museum aufgelöst. Peter Borstel war auch Mitveranstalter der Steam- und Truck-Festivals im nahen Bad Laer, die von 1976 bis 2004 im Zweijahresrhythmus stattfanden.

### Stadtansichten

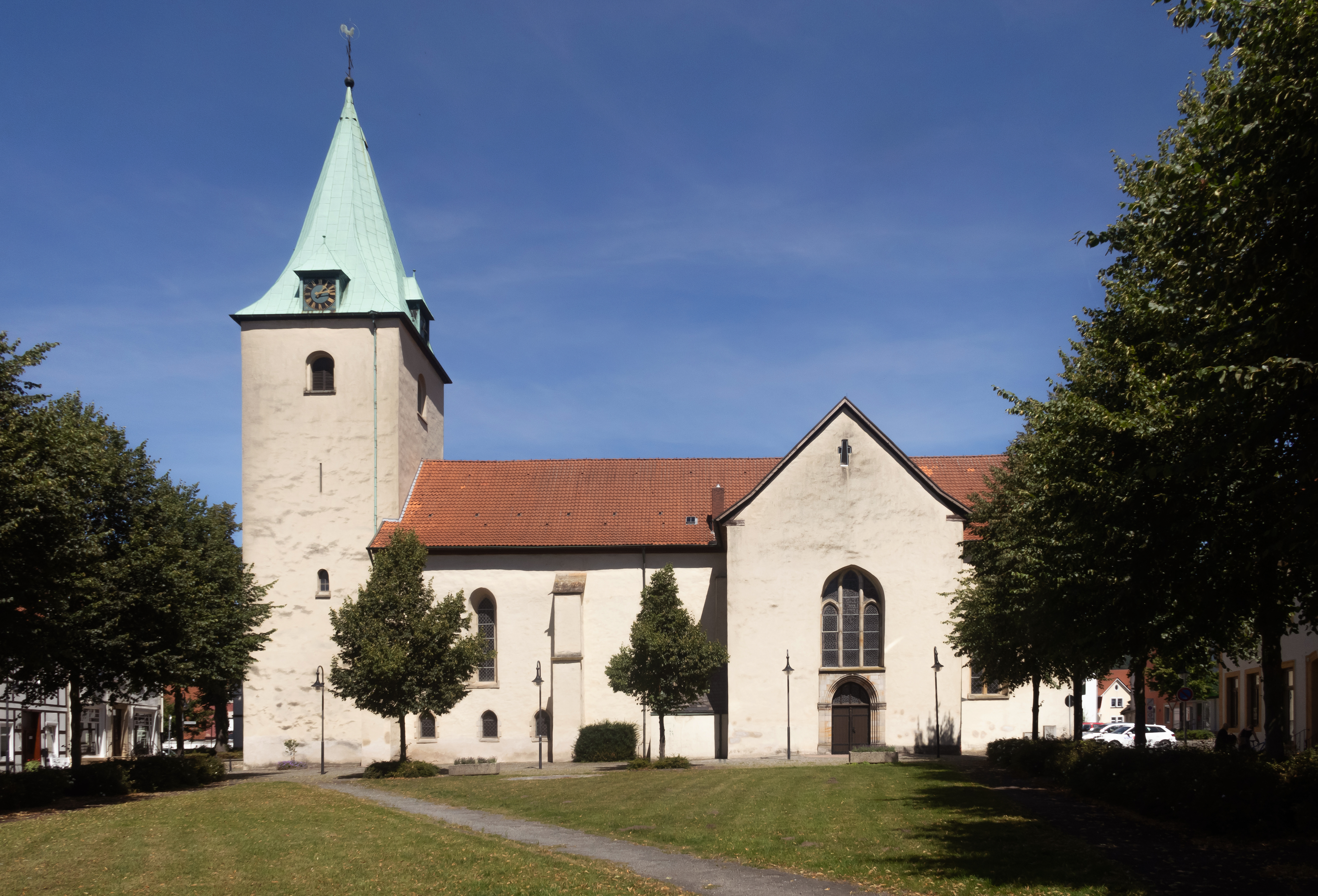
Mauritiuskirche
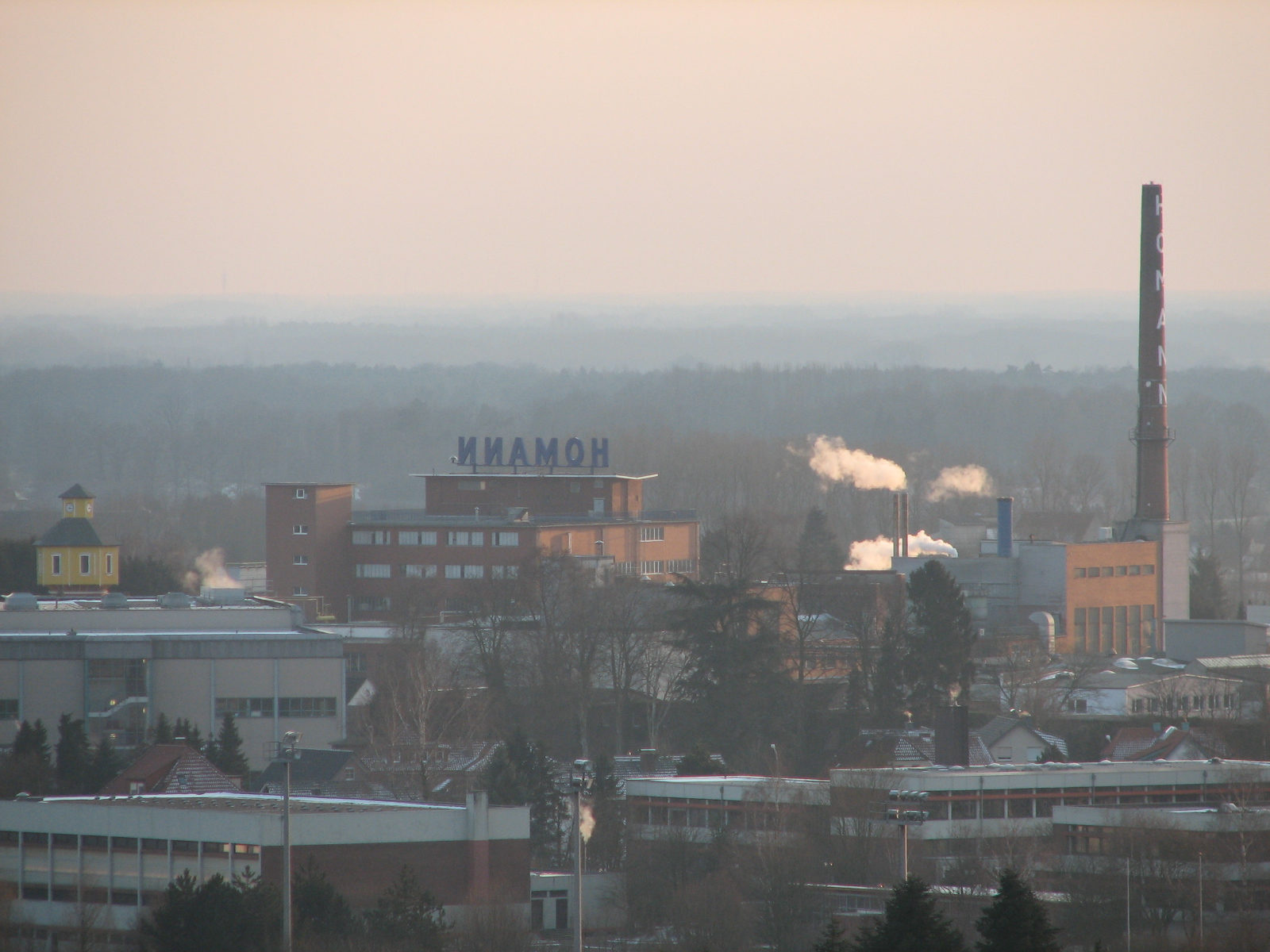
Lebensmittelindustrie
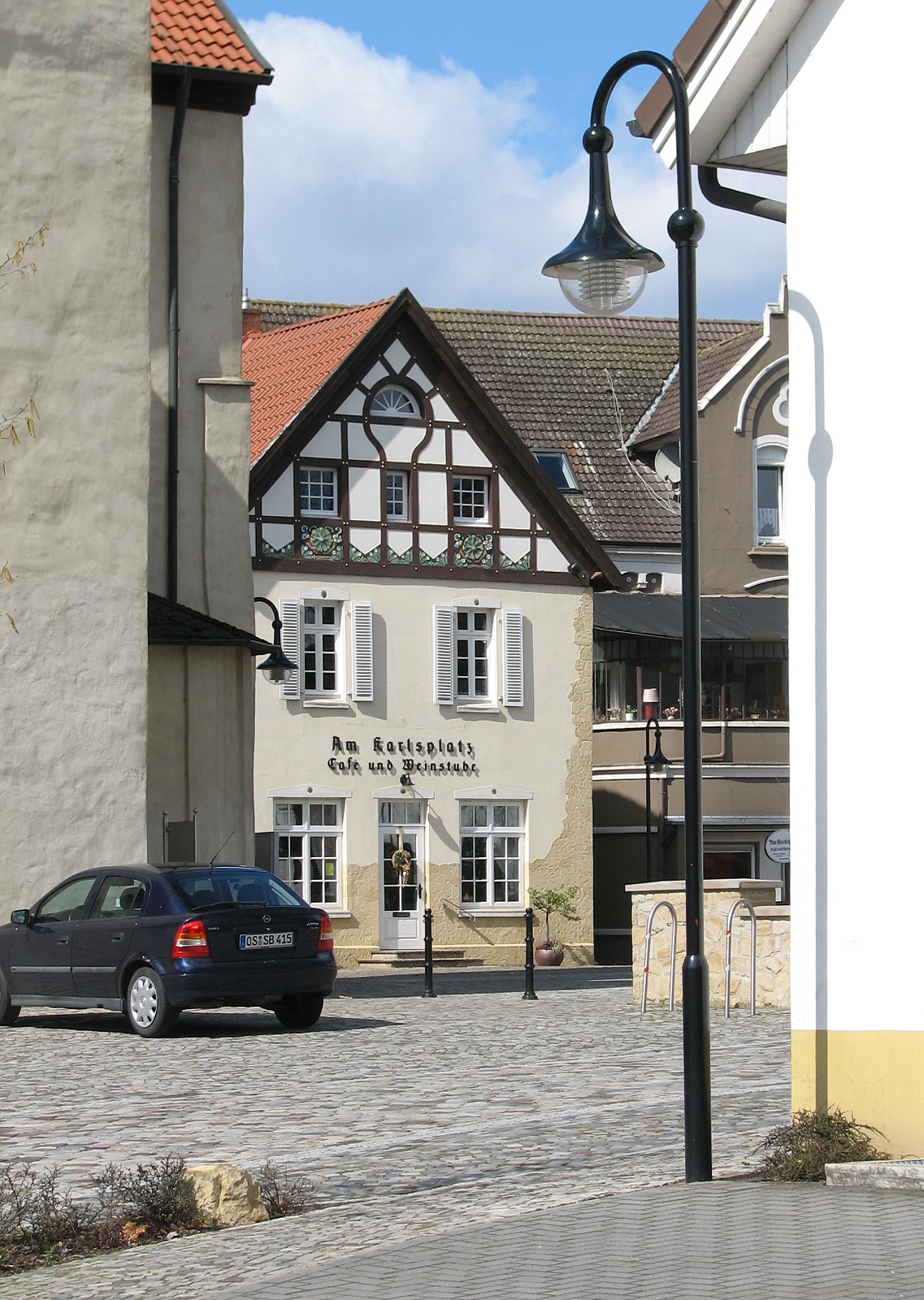
Stadtansicht
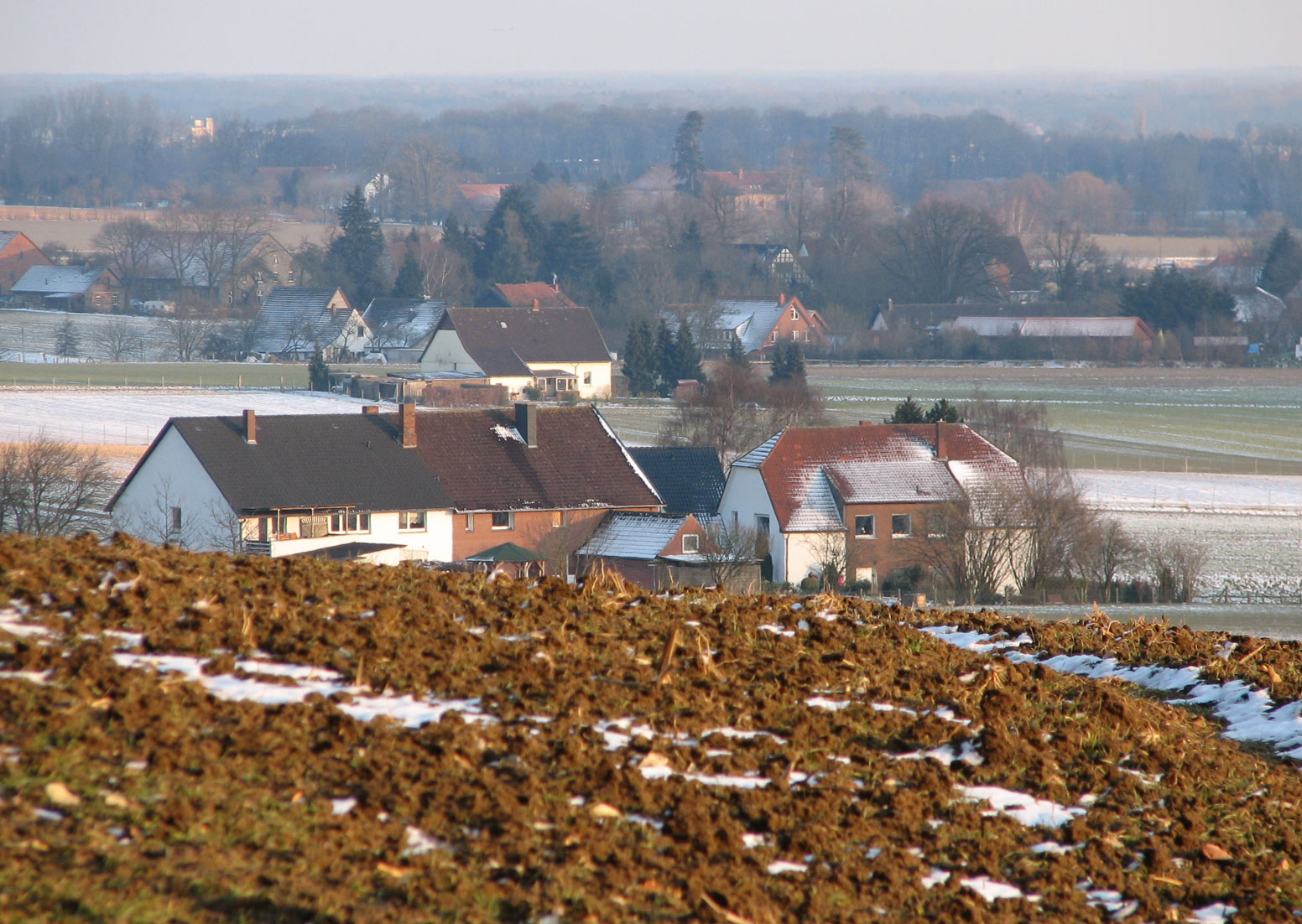
Ländliche Umgebung
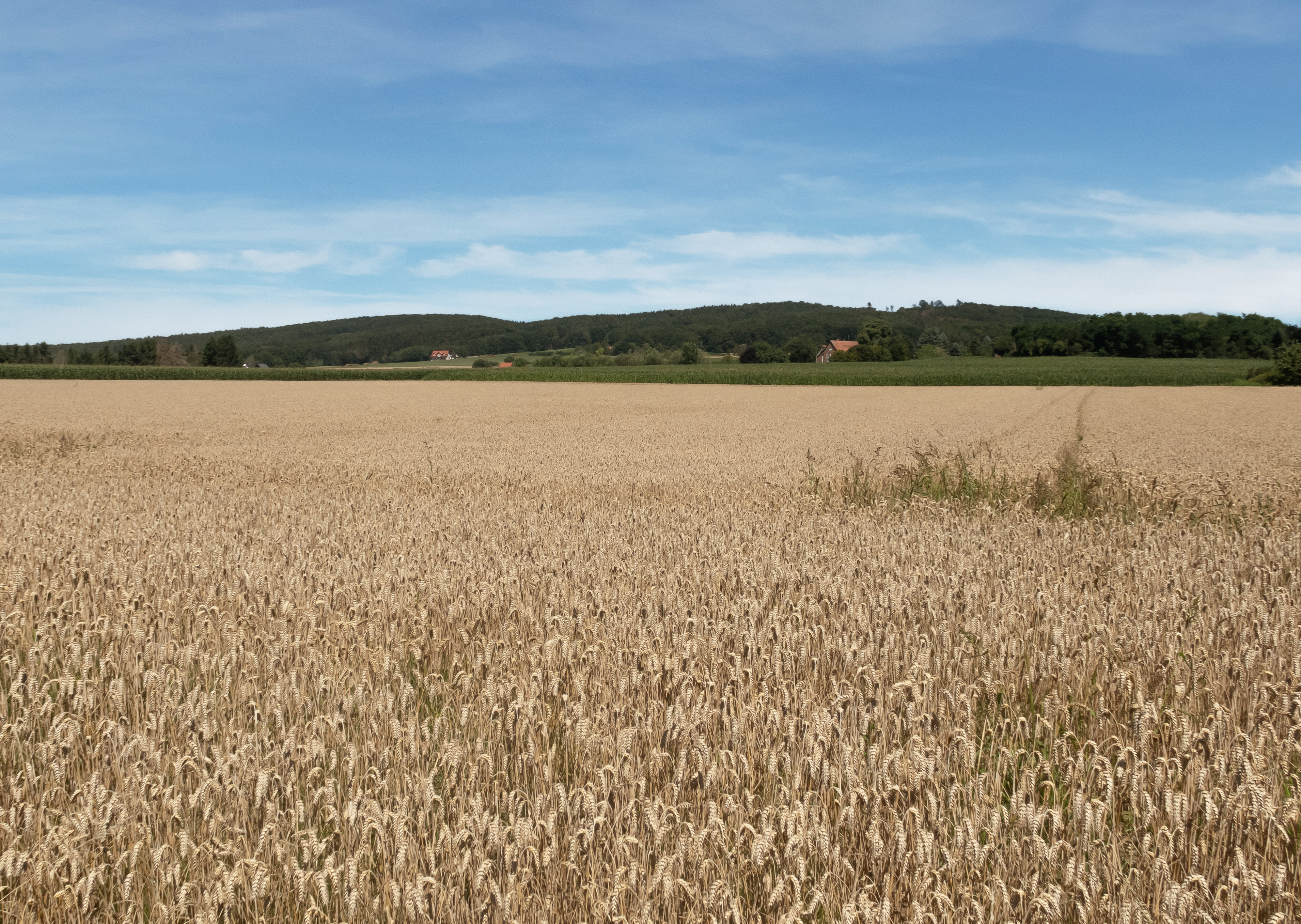
Feld zwischen Dissen und Hilter

## Wirtschaft und Infrastruktur

### Unternehmen
In Dissen am Teutoburger Wald sind einige Betriebe mit langer Geschichte zu finden:
- Homann Feinkost
- Schulte Fleisch- und Wurstwaren
- Fuchs Gewürze
- Auf dem ehemaligen Standort der Unternehmensgruppe Gausepohl Fleisch, die in Insolvenz gehen musste, betreibt nun Westfleisch eine Niederlassung.[28]

Darüber hinaus ist der Feuerwehrfahrzeughersteller Schlingmann sowie die Elektronikentwicklung des Landmaschinenkonzerns Claas, die Claas E-Systems, in Dissen ansässig.

### Verkehr

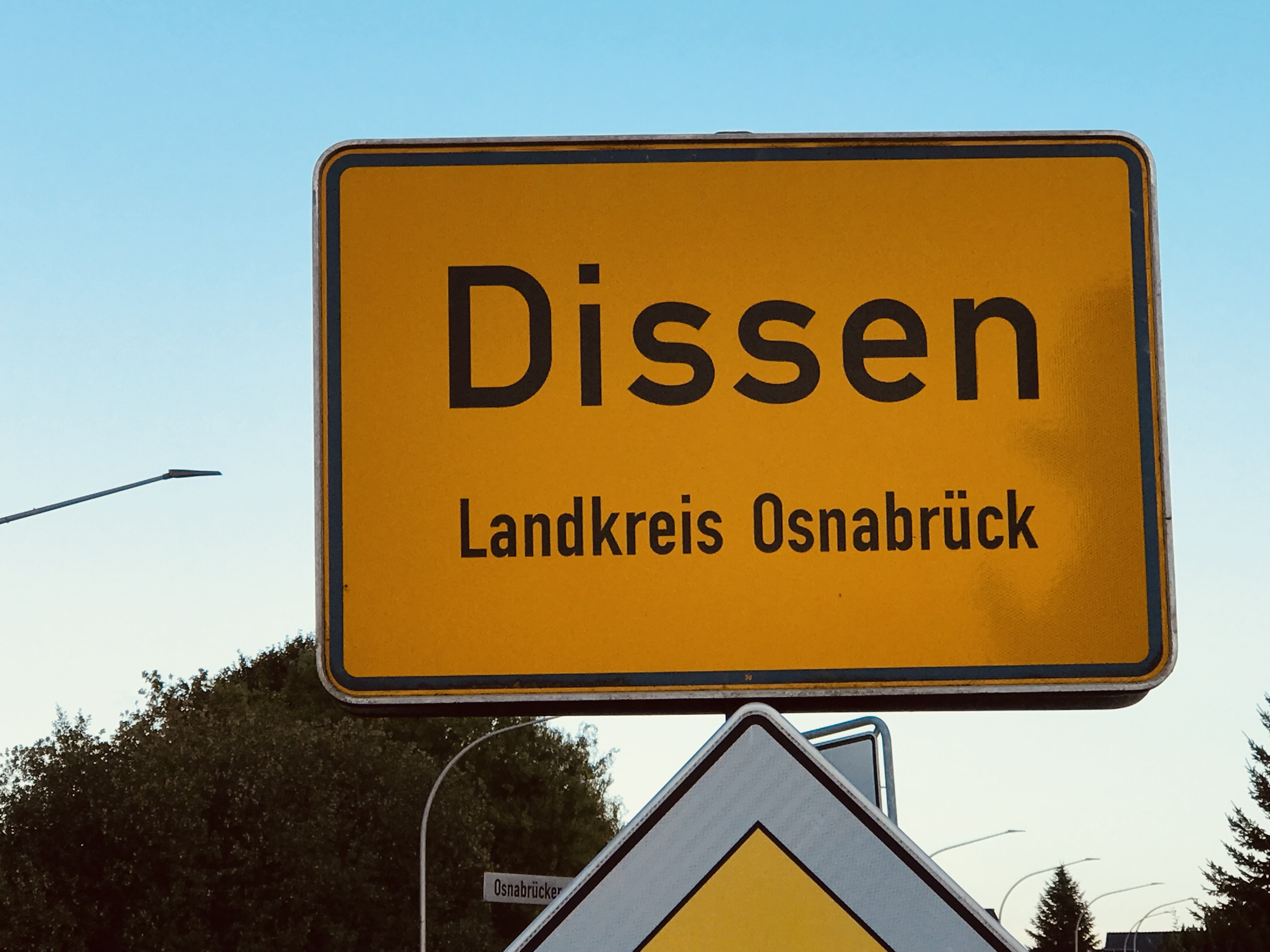
Dissener Ortseingangsschild

Der Bahnhof Dissen-Bad Rothenfelde liegt an der Bahnstrecke Osnabrück–Bielefeld (KBS 402), auf der im Stundentakt die Regionalbahn „Haller Willem“ RB 75 verkehrt. Im Straßenpersonennahverkehr verkehren Regionalbusse nach Osnabrück, Bad Rothenfelde und Bad Laer.
Dissen ist über die Bundesautobahn 33, die das Stadtgebiet von Nordwesten nach Südosten durchquert, an das Fernstraßennetz angebunden. Die Autobahn ersetzt hier die Bundesstraße 68, die früher durch das Stadtzentrum führte. In diesem Bereich wurde 1996 bis 1999 der sogenannte Lärmschutztrog gebaut, ein 700 m langer Tunnel, der dem Lärmschutz des sich in unmittelbarer Nähe befindlichen Krankenhauses diente. Das Krankenhaus wurde 2016 geschlossen.

## Persönlichkeiten
Söhne und Töchter der Stadt
- Wilhelm Richard (1816–1900), Architekt
- Hermann Heinrich Grafe (1818–1869), Gründer der Freien evangelischen Gemeinden
- Christoph Friedrich Kurlbaum (1833–nach 1890), Unternehmer und Reichstagsabgeordneter
- Erich Goudefroy (1880–1960), Präsident der Reichsbahndirektionen Mainz und Altona
- Hugo Homann (1889–1978), Unternehmer
- Friedrich Bremer (1919–1966), SS-Hauptsturmführer; Anführer des Massakers vom Lago Maggiore, Sept. 1943
- Jürgen Franke (1936–2009), Volkswirt und Hochschullehrer
- Marianne Brentzel (* 1943), Schriftstellerin
- Gerda Krämer (* 1945), Politikerin (SPD)
- Klaus Feldmann (* 1950), Brigadegeneral des Heeres der Bundeswehr
- Detlef Müller (* 1954), Mathematiker und Hochschullehrer
- Andy Grote (* 1968), Jurist, Politiker (SPD)
- Marco Heggen (* 1970), Musiker
- Kai Bremer (* 1971), Literaturwissenschaftler und Hochschullehrer
- Gerwald Claus-Brunner (1972–2016), Politiker (Piraten)
- Ingo Börchers (* 1973), Kabarettist und Schauspieler
- Yassin Musharbash (* 1975), Journalist und Schriftsteller
- Sara Sievert (* 1994), Journalistin
- Dana Herfurth (* 1998), Schauspielerin und Model